# Costituzione federale della Malaysia
La Costituzione federale della Malaysia (malese: Perlembagaan Persekutuan Malaysia), entrata in vigore nel 1957 come Costituzione della Federazione della Malesia e modificata nel 1963 per formare la Costituzione della Malaysia, è la legge suprema della Malaysia e contiene un totale di 183 articoli. 
È un documento legale scritto influenzato da due documenti precedenti, l'Accordo della Federazione della Malesia del 1948 e la Costituzione dell'Indipendenza del 1957. La Federazione era inizialmente chiamata Federazione della Malesia (malese: Persekutuan Tanah Melayu) e adottò il nome attuale, Malaysia, quando gli stati di Sabah, Sarawak e Singapore (ora indipendente) entrarono a far parte della Federazione. 
La Costituzione stabilisce la Federazione come una monarchia costituzionale, con lo Yang di-Pertuan Agong come Capo dello Stato con ruoli prevalentemente cerimoniali. Prevede l'istituzione e l'organizzazione di tre rami principali del governo: il ramo legislativo bicamerale chiamato Parlamento, composto dalla Camera dei Rappresentanti (Dewan Rakyat) e dal Senato (Dewan Negara); il ramo esecutivo guidato dal Primo Ministro e dai suoi ministri e il ramo giudiziario guidato dal Tribunale federale.